# Kwasomierz
Kwasomierz – areometr, zwany też acidometrem, który podaje zawartość kwasu w procentach objętościowych (cm³/100 cm³). 
Określenie procentowej zawartości kwasu jest też możliwe przy pomocy areometru uniwersalnego (wyskalowanego w jednostkach gęstości), niemniej wymaga wykonania dodatkowych obliczeń lub skorzystania z tabel ujmujących zależność gęstości w funkcji zawartości kwasu.